# Israel Meir Kegan
Israel Meir (Hacohen) Kegan (Dzyatlava, 6 de febrero de 1839 - Radun, 15 de septiembre de 1933) también conocido como Chofetz Chaim fue un famoso rabino europeo. Meir Kegan escribió varias obras relacionadas con la ley rabínica y la ética judía. El rabino formaba parte del movimiento del Musar. Sus obras son muy importantes para los seguidores del judaísmo ortodoxo.

## Biografía
El rabino Kegan nació en Zhetl (Dzyatlava), (actualmente Bielorrusia) el 6 de febrero de 1838. A la edad de 10 años su padre falleció, causando que su madre se mudara con toda la familia a Vilna para que su hijo pudiera continuar sus estudios. En Vilna fue discípulo del rabino Jacob Barit. Su madre volvió a casarse y se mudó a Radin, Bielorrusia. A la edad de 17 años, Kagan se casó con la hija de su padrastro.
Tenía una pequeña tienda de abarrotes la cual atendía su esposa. Por su impresionante honestidad su tienda se llenaba y por eso la cerraba temprano para no quitarle el negocio a los demás abarroteros de la ciudad. Después se dedicó a maestro de Talmud. Más tarde ejerció como rabino en la ciudad de Radun, creando más tarde en ella una Yeshiva de renombre mundial. Fue muy activo en promover causas judías y fue de los más importantes líderes del movimiento Agudath Israel al principio del siglo XX. Quienes lo conocieron lo calificaron de ser muy honrado, modesto y humilde.
Su primer y más conocido libro llamado Jafetz Jaim (publicado en 1873) es un compendio de Halajá que habla de las prohibiciones bíblicas contra la difamación y el cotilleo, conocidos en hebreo como Lashón Hará. Este libro es comúnmente publicado junto con otro de sus líbros, Shmirat Halashon (publicado en 1876), que habla de los aspectos filosóficos del uso ético del habla. También es el autor de la obra enciclopédia de halajá llamada Mishna Berura, una compilación práctica de los comentarios del Shulján Aruj Oraj Jaim. (6 volúmenes, publicado de 1884 a 1907)
Varias yeshivot se han nombrado en su honor, incluyendo una en Buenos Aires, Argentina, y otra en Nueva York, Estados Unidos. La organización norteamericana "Chofetz Chaim Heritage Foundation" se dedica a diseminar sus enseñanzas en todo el mundo.

## Otras obras
El rabino Kegan publicó muchas otras obras de carácter ético-filosófico:
- Geder Olam (1890).
- Nidjei Israel (1893).
- Shem Olam (1893).
- Jomat Hadat (1905).
- Giboret Ari(1907).
- Taharat Israel (1910).
- Torat Kohanim (1911).
- Asifat Zekenim (1913).
- Jovat Hashemira (1915).
- Torat Habait (1923).
- Zejor Lemiriam (1925).
- Beit Israel (1925).

Así como obras de halajá:
- Sefer Hamitzvot Hakatzar(1931).
- Likute Halachot (5 Volúmenes publicados entre 1900 y 1925).

### Enlaces en inglés
- artscroll.com/ (en inglés)
- powerofspeech.org/ (en inglés)
- chofetzchaim.shemayisrael.com/ Archivado el 16 de diciembre de 2010 en Wayback Machine. (en inglés)
- torah.org/ (en inglés)

### Enlaces en español
- torah.org.ar/

- Datos: Q733140
- Multimedia: Yisrael Meir Kagan (Chofetz Chaim) / Q733140